# فيرا رينزي
1. ↑  وصلة مرجع: https://egyperceskrimi.blog.hu/2015/09/24/renczi_vera_a_kitalalt_sorozatgyilkos.

فيرا رينسي (الملقبة بالأرملة السوداء أو السيدة السم أو سيدة بيركيركول )، كانت قاتلة متسلسلة رومانية متهمة بتسميم 35 فردًا بما في ذلك زوجيها وعشاقها المتعددين وابنها بالزرنيخ خلال عشرينيات القرن العشرين.
نشر الصحفي أوتو توليشوس أقدم مقال معروف في الولايات المتحدة في مايو 1925 استنادًا إلى رسائل من القراء دون تسمية أي مرجع. ظهرت قصة رينزي بشكل متكرر، ولكن دون تفاصيل يمكن تتبعها مثل تواريخ محددة لميلادها، أو زواجها، أو اعتقالها، أو إدانتها، أو سجنها، أو وفاتها.
تشير معظم المصادر إلى أن جرائم القتل وقعت في بيركيركول، يوغوسلافيا (صربيا الحالية)، أو بيتشيريك، والتي أعيدت تسميتها إلى زرنجانين في عام 1946؛ ومع ذلك، فإن تهجئة "بيركيركول" غير معروفة لهذه المدينة. في عام 1972، لم يجد كتاب غينيس للأرقام القياسية أي مصادر موثوقة تدعم الادعاء بأن رينزي قتلت 35 شخصًا في الإمبراطورية النمساوية المجرية في أوائل القرن العشرين.

## بداية حياتها
وفقا لبعض الروايات، ولدت رينزي في بوخارست عام 1903، ولكن بالنظر إلى تواريخ جرائمها المزعومة، فإن التاريخ في أواخر القرن التاسع عشر سيكون أكثر ملاءمة. إن الروايات عن حياتها تفتقر إلى أدلة وثائقية يمكن التحقق منها. توفيت والدتها عندما كانت تبلغ من العمر 13 عامًا وانتقلت مع والدها إلى ناغيبيسكيريك ( زرنجانين اليوم، صربيا ) حيث التحقت بمدرسة داخلية. بحلول سن الخامسة عشرة، أصبحت غير قابلة للإدارة بشكل متزايد وكانت تهرب من المنزل كثيرًا مع العديد من الأصدقاء، وكان العديد منهم أكبر سنًا منها بشكل كبير. وصف أصدقاء الطفولة المبكرة رينزي بأنه كانت لديها رغبة مرضية تقريبًا في وجود رفقاء ذكور دائمين وتمتلك طبيعة غيورة ومريبة للغاية.
قبل وقت قصير من بلوغها العشرين من عمرها، كان زواجها الأول من مصرفي نمساوي ثري يُدعى كارل شيك، وكان أكبر منها سنًا بعدة سنوات. كان لديهم ابن اسمه لورينزو. وبما أنها كانت تبقى في المنزل يومياً بينما كان زوجها يعمل، بدأت تشك في أن زوجها كان يخونها. في إحدى الأمسيات، وفي نوبة من الغيرة، سممت رينزي نبيذ العشاء بالزرنيخ، وبدأت تخبر عائلتها وأصدقائها وجيرانها أنه تخلى عنها وعن ابنها. بعد مرور عام تقريبًا من «الحزن»، أعلنت أنها سمعت خبر وفاة زوجها المنفصل عنها في حادث سيارة.

## جرائم القتل اللاحقة
بعد وقت قصير من سماعها خبر «حادث السيارة» لزوجها الأول، تزوجت رينزي مرة أخرى، هذه المرة لرجل أقرب إلى سنها. ومع ذلك، كانت العلاقة مضطربة، ومرة أخرى عانت رينزي من الشكوك حول تورط زوجها الجديد في علاقات خارج نطاق الزواج. بعد أشهر فقط من الزواج، اختفى الرجل ثم أخبر رينزي الأصدقاء والعائلة أنه تخلى عنها. وبعد مرور عام، ادعت أنها تلقت رسالة من زوجها يعلن فيها نيته تركها إلى الأبد. وكان هذا زواجها الأخير.
على الرغم من أن رينزي لم تتزوج مرة أخرى، إلا أنها قضت السنوات العديدة التالية في القيام بعدد من العلاقات، بعضها سراً مع رجال متزوجين، وبعضها الآخر علناً. كان الرجال من خلفيات ومواقع اجتماعية مختلفة. وقد اختفوا جميعهم في غضون أشهر، وأسابيع، وفي بعض الحالات، حتى في غضون أيام بعد الارتباط العاطفي بها. عندما كانت مرتبطة بالرجال الذين كانت تقيم معهم علاقة علنية، كانت تختلق قصصًا عن «عدم إخلاصهم» و«تخليهم عنها».
قبض عليها بعد أن قامت بتسميم عشيقها الأخير، وهو موظف في أحد البنوك يدعى ميلوراد؛ وأبلغت زوجته عن اختفائه للشرطة، التي تجاهلتها. ومع ذلك، واصلت تحقيقاتها الخاصة واكتشفت بسرعة أن فيرا كانت عشيقة زوجها. عادت إلى الشرطة، التي أرسلت مفتشين إلى القصر. اعترفت لهم أن ميلوراد كان عشيقها، لكنها ادعت أنه تركها. وأعجب رجال الشرطة بجمالها، وثروتها، وسمعتها الممتازة، فتوقفوا عن البحث. وعادت الزوجة إلى الشرطة وبدأت في طرح الأسئلة التي كان ينبغي طرحها منذ وقت طويل: أين زوجها جوزيف؟ أين كان ابنهم؟ ماذا حدث للرجال الآخرين الذين كان الناس يعرفون أنهم عشاقها واختفوا أيضًا؟ عادت الشرطة لرؤيتها؛ ولم تنكر حينها فقط أن ميلوراد هو عشيقها، وهو ما اعترفت به من قبل، بل كان لدى الشرطة دليل، وهو رسالة حب أرسلتها إلى عشيقها. حصلت الشرطة على مذكرة تفتيش واكتشفت قبوًا دائريًا مغلقًا تحت الأرض. وكان فيه 35 مساحة، كل مساحة بداخلها تابوت مبطن بالزنك. وفي منتصف القبو كان هناك كرسي أحمر، وشمعة كنيسة كبيرة، وزجاجة شمبانيا فارغة. وأخبرتهم أن التوابيت تحتوي على أفراد من العائلة، إلا أنهم أصرّوا على فتح أحد التوابيت. وبداخلها عثروا على جثة رجل متحللة، وعند فتح البقية عثروا على نفس الشيء. بعد أن قاموا بالقبض عليها، اعترفت بأنها سممتهم جميعهم بالزرنيخ عندما اشتبهت في خيانتهم لها أو عندما اعتقدت أن اهتمامهم بها يتضاءل. واعترفت أيضًا بأنها في بعض الأحيان تحب الجلوس على الكرسي، محاطة بتوابيت جميع عشاقها السابقين.
أدينت بارتكاب 35 جريمة قتل وحكم عليها بالإعدام، لكن يوغوسلافيا لم تكن تقوم بإعدام النساء في ذلك الوقت. وحُكم عليها بدلاً من ذلك بالسجن مدى الحياة. أثناء محاكمتها، بدأت تظهر عليها علامات الهذيان وفقدانها الذاكرة. لقد تدهور حالها وأصبح أسوأ وأسوأ في السجن حتى انتهى بها الأمر بالتحدث إلى ضحاياها والصراخ عليهم بألفاظ نابية. توفيت في عام 1960. وقد تكهن البعض بأن قصة رينزي ربما ألهمت جوزيف كيسيلرينج في كتابة مسرحيته «الزرنيخ والدانتيل القديم»، إلا أن هذا غير صحيح. وكانت قضية إيمي آرتشر-جيليجان هي التي استخدمها الكاتب المسرحي كنموذج له.
في عام 2005، سردت سلسلة Deadly Women المكونة من ثلاثة أجزاء على قناة ديسكفري تاريخ رينزي، من خلال إعادة تمثيل الأحداث وتعليقات من عملاء مكتب التحقيقات الفيدرالي، والمحللة الجنائية كانديس ديلونج، وأخصائية الطب الشرعي. ظهرت رينزي في الحلقة الأولى من المسلسل بعنوان «الهوس»، حيث وصفت بأنها قتلت ضحاياها في «ثلاثينيات القرن العشرين في بوخارست، رومانيا». أما بالنسبة لدوافعها، فيقول الصوت في التعليق: «يشير التحليل الحديث إلى أنها كانت تبحث ببساطة عن الحب».
في 17 مارس 2012، ظهرت صورة لرينزي في صحيفة ديلي ميرور، ولكن ثبت أنها صورة قاموا بالتعرف عليها بشكل خاطئ في عام 2004، وطبع اعتذار عن هذا.

## قراءة إضافية
- جونز، ريتشارد جلين. كتاب الماموث عن النساء القاتلات. بائع انتقالي. 2002.(ردمك 0-7867-0953-7)رقم الكتاب الدولي المعياري 0-7867-0953-7
- توليشوس، أو. [أوتو] ب. امرأة محتجزة بتهمة قتل 35 شخصًا وقتل عشاقها وحفظ الجثث في علب في قبوها، نشر (خدمة عالمية)، ذا بي (دانفيل، فيرجينيا)، 22 مايو 1925، ص. 6 (الاسم المذكور في هذه المقالة هو Madame Renici)
- مأساة غريبة حقيقية لأنثى ذات لحية زرقاء، وهي مأساة الجمال الغيور وعشاقها الخمسة والثلاثين غير المحظوظين، مجلة أميركان ويكلي (قسم مجلة سان أنطونيو لايت صنداي)، 22 أغسطس 1925، ص. 5
- سيان لافينيا أناييس فاليريانا المعروفة باسمها الفني The Raveness جعلت من رينزي موضوعًا لإحدى أكثر قصائدها شهرة حتى الآن، والتي أخذت من كتابها الصادر عام 2006 Lavinia: Volume one(ردمك 9781502313966). عنوان القصيدة هو «تابوت سرير» في إشارة إلى طريقة فيرا في القتل. قبل إصدار الكتاب في عام 2003، ظهرت القصيدة سابقًا في أول مسرحية شعرية مطولة لها بعنوان The Raveness.

## روابط خارجية
- انتقام فرانسيس فارمر: أنواع القاتلات المتسلسلات